# Jakab Marastoni
Jacopo Antonio Marastoni (24. března 1804 Benátky – 11. července 1860 Pešť), byl malíř, litograf, zakladatel První maďarské malířské akademie, otec Józsefa Marastoniho.

## Život
Narodil se v Benátkách, v roce 1930 začal studovat v Římě, potom byl ve Vídni a v Pressburgu (pozdější Bratislavě). V roce 1836 se usadil v Pešti. Brzy se stal vedle Miklóse Barabáse jedním z nejvyhledávanějších portrétistů v Maďarsku. Brzy se stal velmi vyhledávaným portrétistou.
V roce 1846 založil soukormou školu Első Magyar Festészeti Akadémiát (První maďarská malířská akademie), která, jak název napovídá, byla první školou v Maďarsku, která se věnovala výhradně malbě. Krátce po založení školy byl Marastoni jmenován čestným občanem Pešti.
V pozdějších letech se stal prvním maďarským profesionálním daguerrotypistou. V roce 1859 se jeho zdravotní stav začal rapidně zhoršovat a musel zanechat vyučování. Brzy oslepl a zemřel v psychiatrické léčebně. Škola byla krátce poté uzavřena.

## Obrazy (výběr)

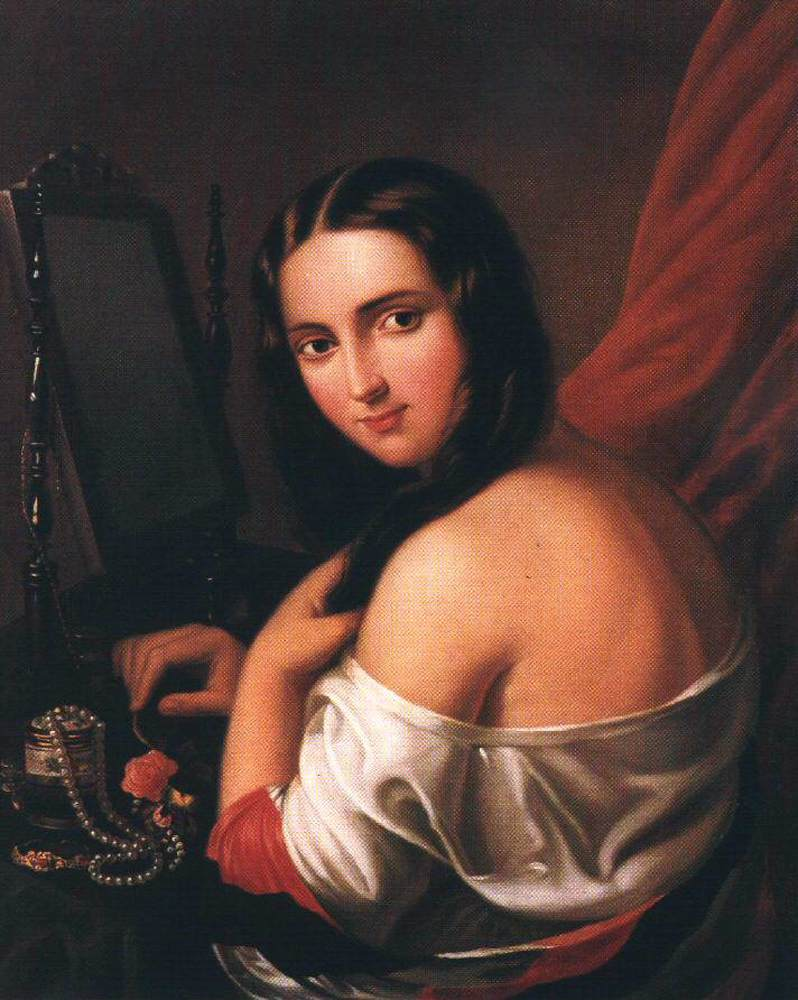
Žena sedící pře zrcadlem
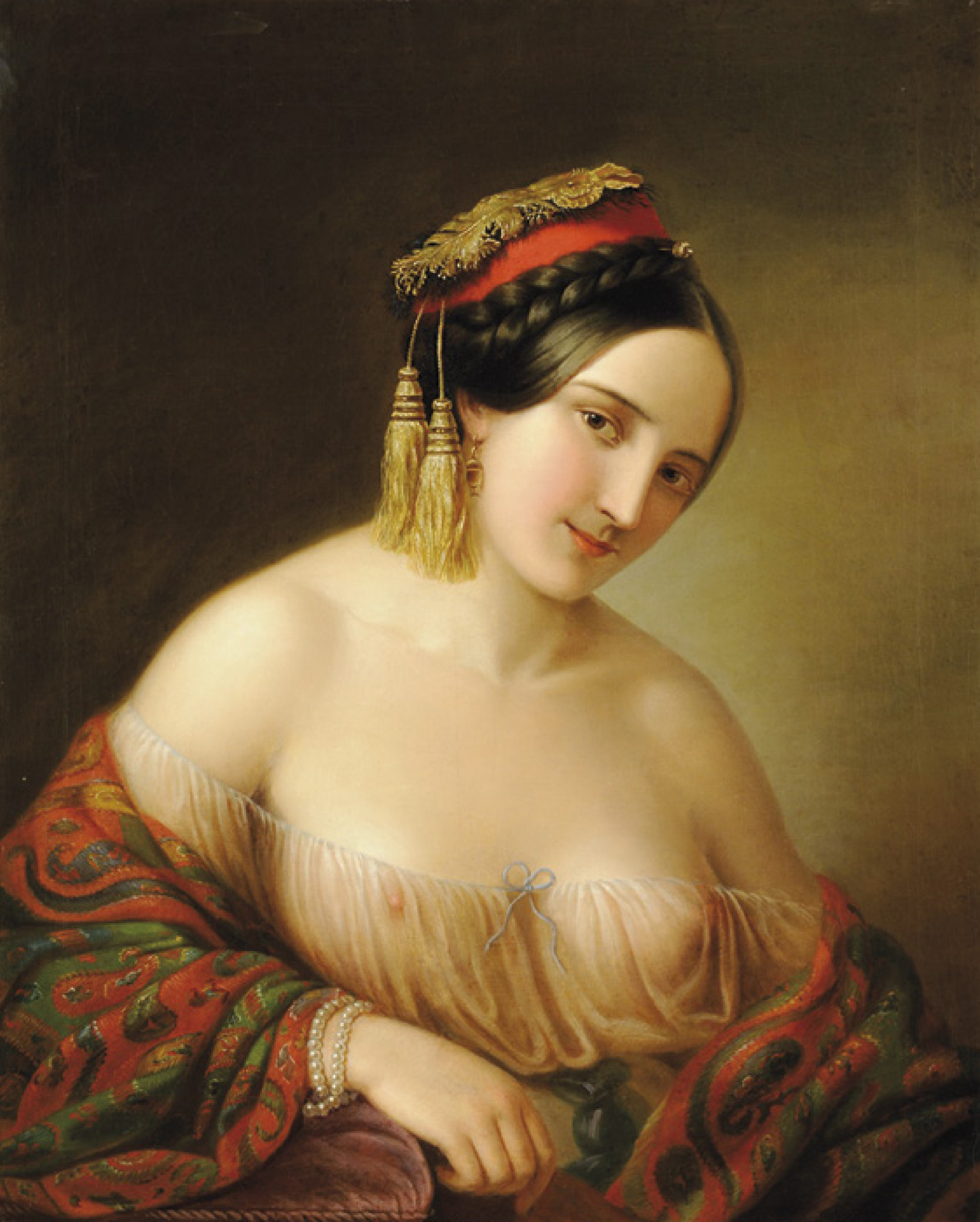
Řecká žena (1845)
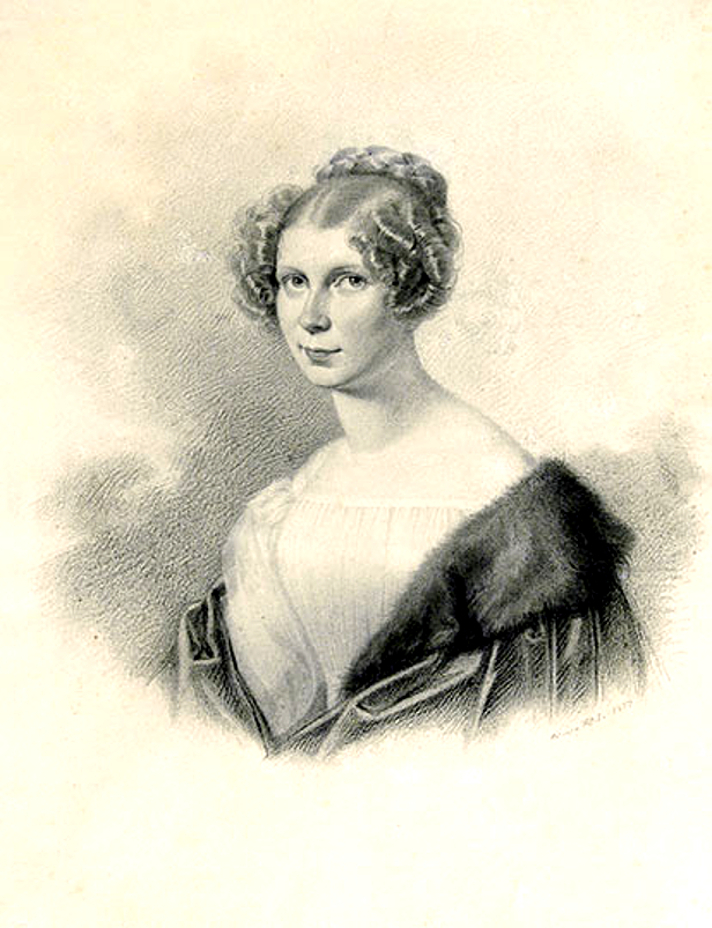
Blanka Teleki